# Лазаревское кладбище (Рязань)
Лазаревское кладбище — одно из старейших кладбищ Рязани. Расположено в начале улицы Ленинского комсомола.

## История
Лазаревское кладбище было устроено на южной окраине (в то время) Рязани в 1774 году. Названо по имени построенной здесь церкви во имя Лазаря Четырёхдневного. Здесь были погребены многие жители города, в том числе участники Отечественной войны 1812 года, русско-японской войны, Великой Отечественной войны. В 1876 году вокруг кладбища была возведена кирпичная ограда, частично сохранившаяся и до настоящего времени. В юго-восточном углу были выделены компактные участки для еврейских и мусульманских захоронений.
На пустыре к северо-западу от кладбища в 1937—1938 годах производились захоронения жертв политических репрессий. Эта территория площадью около 400 квадратных метров находилась под охраной НКВД до конца 50-х годов XX века.
В 1968 году кладбище было закрыто и постепенно приходило в упадок. С середины 90-х годов неоднократно предпринимались меры по приведению его в порядок. 

В 2012 году на входе в Лазаревское кладбище установили памятные доски в честь похороненных на его территории воинов (всего 239 участников Бородинского сражения, более 800 участников Первой мировой и Великой Отечественной войны). 20 декабря того же года состоялось их открытие.  

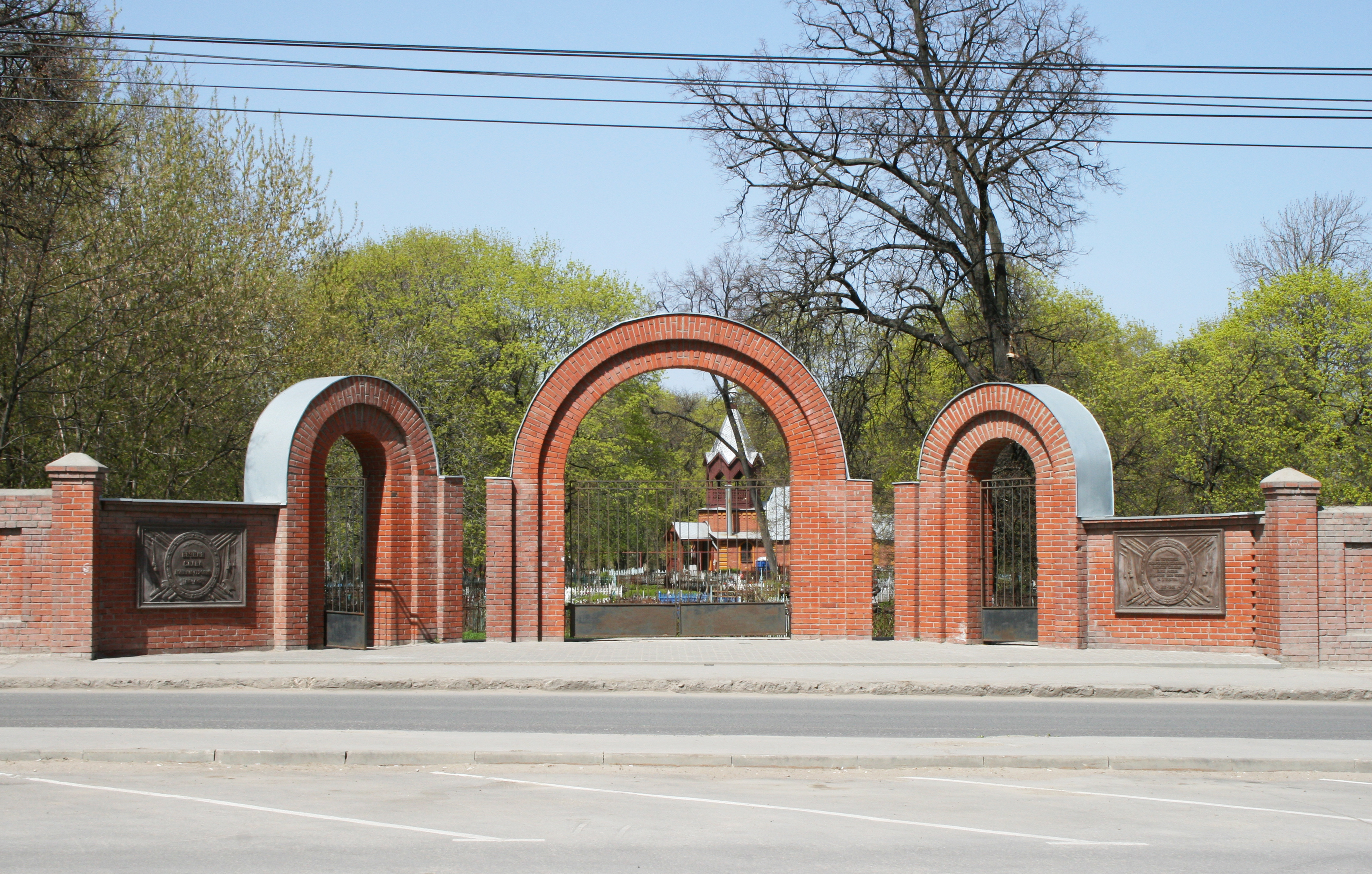
Вход на кладбище со стороны ул. Татарской. Мемориальные доски в честь воинов-героев

## Кладбищенская церковь

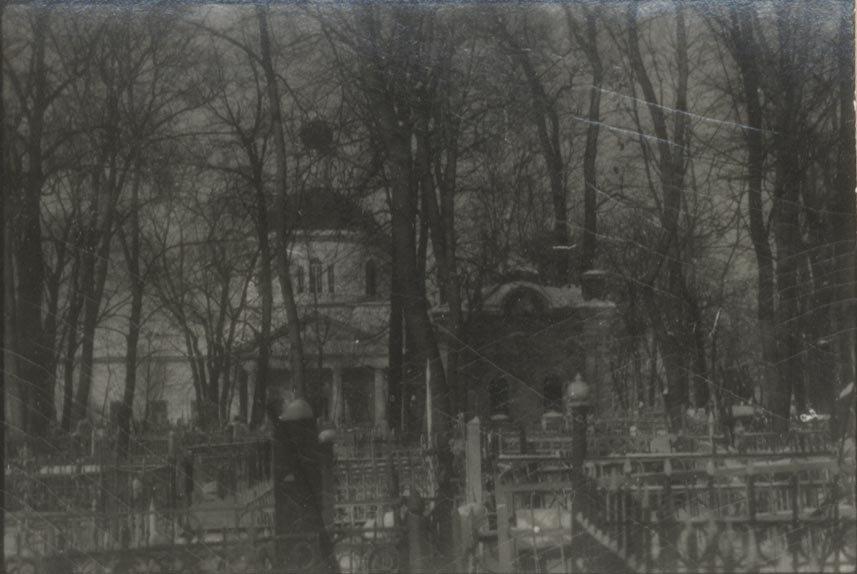
Церковь, разрушенная в 1936 году

В 1792 году вдова Наталья Михайловна Хрущева выделила средства на строительство нового храма в селе Канищево, а старое деревянное здание бесплатно передала в Рязань на новое кладбище.
При архиепископе Феофилакте было начато строение каменного здания в стиле классицизма. С 1823 по 1826 год были сооружены дополнительные приделы иконы Казанской Богоматери и Афанасия Афонского, а затем основной престол во имя Лазаря Четырёхдневного.
С 1868 года настоятелем церкви был Пётр Дмитриевич Павлов, отец Ивана Петровича Павлова. После смерти здесь состоялось его отпевание, а затем погребение. На кладбище похорены также мать — Варвара Ивановна и другие родственники академика. В 1935 году при посещении города Иван Петрович посетил могилы родителей и церковь.
29 марта 1939 года было принято решение о закрытии Лазаревской церкви. Здание было передано кинотресту, для того чтобы кирпич был использован на строительство кинотеатра. Но храм еще долго стоял, охраняя покой усопших. После смерти Ивана Петровича Павлова некому стало заступиться за храм, он был закрыт, а затем разрушен. В 2000 году на кладбище по проекту архитектора Р. Варданяна было воздвигнуто новое здание.